# Гільшер Юрій Володимирович
Юрій (Георгій) Володимирович Гільшер (нар. 27 листопада 1894, Москва, Російська імперія — пом. 20 липня 1917, Бучач, Галичина (нині — Тернопільської області)) — російський льотчик-ас, герой Першої світової війни.

## Біографія
Народився 27 листопада 1894 року в Москві. Походив з потомствених дворян.
Закінчив Олексіївське комерційне училище в Москві в 1914 році.
З початком Першої світової війни, 13 грудня 1914 року вступив до Миколаївське кавалерійське училище, після закінчення прискореного курсу якого 1 червня 1915 року був випущений прапорщик в 13-й драгунський Військового ордена полк. Проте вже 3 червня 1915 року домігся переведення в авіацію, закінчив льотну школу в Гатчині у жовтні 1915 року. 8 жовтня 1915 призначений у знову сформований 4-й армійський авіазагін, 27 жовтня прибув на фронт. Однак 7 листопада в результаті нещасного випадку серйозно пошкодив собі руку лопаттю гвинта (перелом кісток правого передпліччя) і був відправлений в госпіталь.
Після одужання Юрій Гільшер служив в Москві приймальником запасних частин для літаків на заводі «Дукс», в лютому 1916 року був направлений до Одеської авіаційної школи, де пройшов навчання управлінню новими типами літаків. Повернувся на фронт 5 квітня 1916 і служив в складі 7-го авіаційного загону винищувачів на Південно-Західному фронті. Призначений корнетом 30 березня 1916 року. Літав на винищувачі «С-16». 27 квітня (10 травня по новому стилю) 1916 здобув свою першу перемогу, збивши австрійський літак, що впав біля села Бурканов.
Наступного дня 28 квітня (11 травня) 1916 року, Гільшер, в результаті несправності системи управління елеронами на літаку «Сікорський» С-16 потрапив в штопор і розбився, йому ампутували ліву ступню. Не бажаючи розлучатися з авіацією, він навчився літати з протезом. У жовтні 1916 року Гільшер повернувся на фронт і продовжив вести бої разом з льотчиками свого 7-го авіазагону. Під час відрядження командира загону Івана Орлова у Францію з листопада 1916 по березень 1917 року виконував обов'язки командира загону. 13 квітня 1917 року збив в бою німецький аероплан, ще два ворожих літака він збив 2 (15) травня і 4 (17) липня 1917 року.
Після загибелі в повітряному бою командира авіазагону Івана Орлова, корнет Гільшер був призначений командиром 7-го авіаційного загону винищувачів 22 червня 1917 року. У бою 7 (20) липня він збив ще один ворожий літак в парі з прапорщиком Василем Янченком. Того ж дня, 7 (20) липня 1917 року, Гільшер здійснив свій останній політ в парі з Янченком на перехоплення групи німецьких бомбардувальників. В ході повітряного бою на своєму винищувачі «Ньюпор-21» Юрій Гільшер опинився сам проти 7 ворожих літаків. Літак Гільшера був підбитий і впав на землю, льотчик загинув.
Пізніше Василь Янченко зумів приземлитися поруч із загиблим, взяв його тіло і доставив на аеродром. Гільшер був урочисто похований в місті Бучач в Галичині (нині — Тернопільської області).
В останній день свого життя льотчик-винищувач Юрій Гільшер став асом, здобувши свою п'яту перемогу. За даними Миколи Бодрихіна, на його рахунку було 6 повітряних перемог .

## Нагороди
- Орден Святого Георгія 4-го ступеня (15.05.1917)
- Орден Святого Володимира 4-го ступеня з мечами і бантом (23.03.1917)
- Орден Святої Анни 4-го ступеня з написом «За хоробрість» (20.05.1917)
- Георгіївське зброю (21.11.1917, посмертно)